# Il nido dell'aquila
Il nido dell'aquila (A Breed Apart) è un film del 1984 diretto da Philippe Mora e interpretato da Rutger Hauer e Kathleen Turner.

## Trama
Whittier, un ricco collezionista di uova di uccelli rari, incarica il famoso scalatore Michael Walker di procurargli le uova dell'aquila calva. L'ingaggio è lucroso e Walker raggiunge una zona fluviale dell'America del Nord e si prepara alla non facile impresa.
Purtroppo l'uccello nidifica in vetta ad una torre rocciosa che si trova nella proprietà di Jim Malden, un ex-sergente reduce dal Vietnam, che protegge con ogni mezzo le varie specie di animali che vivono nel suo territorio.
Walker stabilisce buoni rapporti con Stella Clayton, proprietaria dell'emporio locale innamorata segretamente di Malden, e difende l'ex-sergente in occasione di una aggressione che questi subisce. Recatosi nel terreno di Malden. sempre celando le sue vere intenzioni, Michael lo spinge infine a dichiararsi alla donna.
Rimasto solo scala la roccia e si porta fino al nido. L'altro, che vive con Stella il sospirato momento d'amore, ha come un presentimento; fugge verso il suo terreno e, giunto lì, spara verso colui che sta per impossessarsi delle preziosissime uova (le fotografie che Jim scopre nello zaino sono una prova inequivocabile).
A quel punto però Michael rinuncerà alla sua missione perché ha capito che la natura ha leggi che vanno rispettate.

## Accoglienza
Il film ha avuto sostanzialmente giudizi negativi, pur presentando attori di sicuro richiamo.
(FilmTv.it)